# آب‌انبار میرزا احمد
آب‌انبار میرزا احمد مربوط به دوره قاجار است و در شهرستان شاهرود، بخش بسطام، شهر بسطام، کمربندی شمال شهر، بافت قدیم واقع شده و این اثر در تاریخ ۳ خرداد ۱۳۸۶ با شمارهٔ ثبت ۱۹۱۴۵ به‌عنوان یکی از آثار ملی ایران به ثبت رسیده است.